# Aldebaran
Aldebaran (arabisk: al Dabarān ("الدبران"), betyder følgesvenden) er en stor stjerne, der befinder sig ca. 65 lysår fra vort solsystem. Det er den kraftigst lysende stjerne i stjernebilledet Tyren og bliver ofte kaldt for tyrens røde øje. Den er en af de kraftigst lysende stjerner på stjernehimmelen.
Aldebarans radius er omkring 44 gange større end Solens radius og ca. 400-500 gange så lysstærk. Aldebarans overfladetemperatur er noget køligere end Solen, ca. 3,900 K. Aldebaran er en såkaldt orange kæmpestjerne.
Aldebaran har antageligvis et planetsystem, og observationer tyder på, at stjernen har mindst én planet i omløb, Aldebaran b.